# Мауров, Александр Николаевич
Александр Николаевич Мауров (25 сентября 1926, Муром — 12 сентября 2005, Екатеринбург) — русский советский поэт и прозаик.

## Биография
Родился в 1926 году в городе Муроме Владимирской губернии.
В годы войны подростком работал на одном из оборонных заводов Свердловской области.
Окончив радиошколу, был отправлен на фронт, участвовал во взятии Берлина, за четыре дня до Победы был ранен. После выздоровления отправлен на Дальний Восток, где участвовал в освобождении Южных Курил от японцев. Награждён Орденом Отечественной войны II степени, медалями «За взятие Берлина» (01.05.1946), «За победу над Германией в Великой Отечественной войне 1941—1945 гг.» (01.05.1945).
После демобилизации полтора десятка лет работал радистом на флоте.
Автор стихов и прозы, выпустил несколько поэтических сборников изданных в Днепропетровске и на Урале, печатался в периодике.
С 1961 года член Союза писателей СССР. С 2001 года член Союза писателей России.
Жил в городе Верхняя Пышма Свердловской области.
Умер в 2005 году, похоронен на Михайловском кладбище в Екатеринбурге.

## Награды и признание
Награжден Орденом Отечественной войны II степени (1985) и медалями.
Лауреат Литературной премии имени Д. Н. Мамина-Сибиряка (2005) — «за повести о Великой Отечественной войне „Пока живы“ и „Цветы на щебне“, исповедующие совестливость и патриотизм».
Поэт Александр Кердан посвятил А. Н. Маурову как своему учителю стихотворение «Пока живем» (журнал «Воин России». — 2002. — № 9).